# Stora Bogtjärnet
Stora Bogtjärnet är en sjö i Eda kommun i Värmland och ingår i Göta älvs huvudavrinningsområde. Sjön har en area på 0,0484 kvadratkilometer och ligger 231,5 meter över havet.

## Delavrinningsområde
Stora Bogtjärnet ingår i det delavrinningsområde (665076-131338) som SMHI kallar för Utloppet av Borgsjön. Medelhöjden är 187 meter över havet och ytan är 13,53 kvadratkilometer. Räknas de 16 avrinningsområdena uppströms in blir den ackumulerade arean 506,28 kvadratkilometer. Vaggeälven (Kivilampälven) som avvattnar avrinningsområdet har biflödesordning 3, vilket innebär att vattnet flödar genom totalt 3 vattendrag innan det når havet efter 307 kilometer. Avrinningsområdet består mestadels av skog (75 procent). Avrinningsområdet har 1,36 kvadratkilometer vattenytor vilket ger det en sjöprocent på 10 procent.